# Bălușești, Iași
Bălușești este un sat în comuna Dagâța din județul Iași, Moldova, România.